# Justin Gerlach (Motorradfahrer)
Justin Mario Gerlach (* 11. April 2001 in Berlin, Deutschland) ist ein deutscher Motorradfahrer, der im Rallyesport antritt. Mit seiner Zielankunft bei der Rallye Dakar 2025 wurde er zum jüngsten Deutschen, der das Rennen erfolgreich beendet hat.

## Leben
Justin Gerlach wuchs in Berlin-Frohnau auf und kam im Alter von fünf Jahren mit dem Motorradfahren in Berührung. Sein Vater, Hardin Gerlach, ein erfahrener Motorsportler, nahm an zahlreichen Motorrad-Rallyes wie der Optic 2000 Rallye und der Rallye Breslau teil und weckte früh das Interesse seines Sohnes für den Offroad-Rennsport.
Seine erste Rallye bestritt Gerlach, gemeinsam mit seinem Vater, im Alter von 17 Jahren bei der Rallye Breslau 2018. In den folgenden Jahren nahm er an einer steigenden Zahl nationaler und internationaler Rallyes Teil, sowohl als Motorradfahrer als auch als Navigator im Auto. Durch seine Erfolge, insbesondere bei der Abu Dhabi Desert Challenge 2024, sicherte er sich die Qualifikation für die Rallye Dakar 2025. Dort gelang es ihm, als jüngster Deutscher der Geschichte, die Zielankunft zu erreichen.
Parallel zu seiner Motorsportkarriere studiert Gerlach Wirtschaftsingenieurwesen an der Berliner Hochschule für Technik und arbeitet als Projektmanager für Nachhaltigkeit (ESG) bei BNP Paribas Real Estate.
Neben dem Motorsport spielte er zuletzt Fußball beim SV Blau-Weiss Hohen Neuendorf und war in seiner Jugend als Schiedsrichter aktiv.

## Rennkarriere

### Rallye Dakar
Sein bisher größter Erfolg im Motorsport ist die Teilnahme an der Rallye Dakar 2025. Gerlach startete auf einer KTM 450 Rally Replica für das Duust Rally Team und erreichte das Ziel auf Gesamtrang 74 von 134 Teilnehmern. In der Junior-Kategorie belegte er den vierten Platz, während er in der Klasse Rally 2 den 64. Platz erreichte.

### Weitere Wettkämpfe
Neben der Rallye Dakar nahm Gerlach an verschiedenen nationalen und internationalen Rennveranstaltungen teil:
- Abu Dhabi Desert Challenge (Vereinigte Arabische Emirate) 2023: Platz 22 in der Kategorie Rally 2 (von 29 Teilnehmern) und Platz 3 in der Junior-Kategorie. 2024: Platz 17 von 41 in Rally 2, erneut Platz 3 in der Junior-Kategorie sowie der erste Platz in der FIM-Teamwertung (Team AG Dakar School).
- Rallye Breslau (Polen) Teilnahme von 2018 bis 2024, mit Platz 17 von 76 Fahrern im Jahr 2024 als bestes Ergebnis.
- Fenix Rally (Tunesien) Teilnahme 2023 und 2024 als Navigator des ehemaligen Rallye-Dakar-Teilnehmers Ali Gharib in einem Land Rover Discovery.
- GCC Germany (Deutschland) Teilnahme in der Klasse XLMoto Big Twin mit einer KTM 950 LC8 Zweizylinder.